# 금남 모인당
금남 모인당(錦南 慕忍堂)은 세종특별자치시 금남면에 있는 사당이다. 1997년 12월 23일 충청남도 문화재자료 제357호로 지정되어, 2012년 7월 1일 세종특별자치시 출범에 따라 지정이 해제되었으나, 2012년 12월 31일 세종특별자치시의 문화재자료 제9호로 지정되었다.

## 개요
화순 최씨의 종중 재실로, 최한정(1427∼1486)과 그의 아들인 최중온의 위패를 모시고 있다.
화순 최씨는 고려 때 경주 최씨에서 분관한 성씨이며, 위패를 모시고 있는 최한정 선생은 세조 2년(1456) 진사시에 합격하고 3년 뒤에 병과에 급제하였다. 성종이 그를 신뢰하여 대사관에 임명했는데 그 뒤 이조참의를 거쳐 예조참의를 지냈다.
이 건물은 현종 11년(1669)에 세웠고 1928년에 고쳐 지었다. 앞면 4칸·옆면 2칸 규모로 건물 중앙에 대청마루를 깔고 접어지는 문을 달아 제사지낼 때 들어 올려 공간을 마련하였다. 좌우 대칭으로 온돌방을 1칸씩을 두었으며, 지붕은 옆에서 보면 여덟 팔(八)자 모양의 팔작지붕으로 꾸몄다.

## 같이 보기
- 최한정
- 최중온

## 참고 자료
- 금남 모인당 - 국가유산청 국가유산포털